# Francesco Patton
Francesco Patton (Vigo Meano (it), 23 décembre 1963) est un prêtre italien de l'Ordre des Frères mineurs, de 2016 à 2025, il est le 168e custode de la Terre Sainte.

## Biographie
Le père Patton est né le 23 décembre 1963 à Vigo Meano, un hameau de Trente. Il professe ses premiers vœux dans l'Ordre des Frères mineurs le 7 septembre 1983 et sa profession solennelle le 4 octobre 1986. Il est ordonné prêtre le 26 mai 1989. En plus de ses études au séminaire en philosophie et en théologie, il soutient en 1993 sa thèse en sciences sociales et communication à l'université pontificale salésienne de Rome.
Durant son ministère, il est secrétaire du chapitre général de son ordre. De 2008 à 2016, de plus, il occupe les fonctions de supérieur provincial de la province « San Vigilio » de Trente et il est président de la Conférence des ministres provinciaux d'Italie et d'Albanie (COMPI). Aussi, en dehors de son Ordre, il collabore à diverses tâches du ministère sacerdotal et pastoral pour l'archidiocèse de Trente, ainsi que pour la presse, la radio et la télévision diocésaines. Il est également professeur de communication sociale au Studio Teologico Accademico Tridentino.
Francesco Patton est nommé, par décret du Saint-Siège, Custode de Terre Sainte le 20 mai 2016, il succède ainsi à Pierbattista Pizzaballa. Le 29 avril 2022, il est confirmé pour un deuxième mandat de trois ans. Le 24 juin 2025, arrivé à la fin de son mandat, il est remplacé par Francesco Ielpo (cs).